# Epictia vanwallachi
Epictia vanwallachi — вид змій родини струнких сліпунів (Leptotyphlopidae). Ендемік Перу.

## Поширення й екологія
Epictia vanwallachi відомі за типовим зразком, зібраним в околицях села Віхус у провінції Патас у регіоні Ла-Лібертад на півночі Перу, на висоті 1290 м над рівнем моря.